# Милица Жарковић
Милица Жарковић (Панчево, 1954) је српска сликарка.

## Биографија
Рођена је 1954. године у Панчеву. Дипломирала је на Факултету примењених уметности Универзитета уметности у Београду 1979. и завршила је постдипломске студије на одсеку за графику у класи професора Божидара Џмерковића 1982. Специјализирала је на Факултет ликовних уметности у Мадриду 1987. године. Од 1982. је излагала самостално у Београду, Паризу и Дубровнику и учествовала је на колективним изложбама у земљи и иностранству. Излагала је на групним изложбама у Београду, Фредерикстанду и Канагави. Добитница је Међународне награде Biella за прву гравуру 1990, награде Велики печат за графику Pieta 1991, Златне игле Удружења ликовних уметника Србије 1994. и награде Београдског друштва 2002. године.